# Нова библиотека
„Нова библиотека“ е българска книжна поредица, издавана през периода 1909-1921 г. Издател е Георги Бакалов с издателство „Знание“ .
Първоначално 12 кн. излизат като издание на „Малка библиотека“, след това корицата и заглавната страница се сменят и започва нова номерация под названието „Нова библиотека“ (от №1 до 100), от №101 поредицата се преименува „Нова универсална библиотека“, от №161 – „Универсална библиотека“. Прекъсва от 1916 г. до 1918 г. От 1919 г. до 1921 г. излизат с нова номерация още 111 книги.
Библиотеката има за цел да популяризира световната художествена класика, както и трудовете на известни философи и историци. От западноевропейската класическа и модерна литература са преведени творби на Уилям Шекспир („Венера и Адонис“), Молиер („Скапенови дяволии“), Фридрих Шилер („Вилхелм Тел“, „Коварство и любов“), Балзак („Полковник Шабер“), Байрон („Шильонският затворник“), Емил Зола („Жерминал“), Чарлс Дикенс („Давид Коперфилд“). Античната литература е застъпена от произведения от Есхил („Прометей“), Плавт („Гърнето“), Еврипид („Медея“), Софокъл („Едип в Колона), Аристофан („Облаци“) и др.
От класическата руска литература са издадени произведения на А. С. Грибоедев („От много ум“), А. С. Пушкин („Каменният гост“, „Дама пика“), И. С. Тургенев („Ася“, „Муму“, „Първа любов“), А.И. Куприн („Дуел“, „Яма“), А. П. Чехов („Разкази“), Николай Гогол („Шинел“, „Нос“), М. Горки („Еснафи“, „Врагове“, „Последните“), Л. Н. Толстой („Детска мъдрост“) и др. От българската литература излизат сборниците „Лъчите на поезията“ и „Българска антология. Нашата поезия от Вазова насам.“. Преводачи на художествената литература са Г. Бакалов, Ал. Балабанов, Н. Лилиев, Цв. Минков, Гео Милев, Ал. Найденов, Н. Соколов и др. В отделен сборник – „Из големите поети“ излизат Вазовите преводи на стихове от изтъкнати представители на световната литература.